# Hélder Lopes
Hélder Filipe Oliveira Lopes (Vila Nova de Gaia, 4 de janeiro de 1989) é um futebolista profissional português que atua como lateral-esquerdo.

## Carreira

### Parma FC
Hélder Filipe Oliveira Lopes começou a carreira no Parma FC, em 2008.

### AEK Atenas
Hélder se transferiu para o AEK Atenas, em 2017.

## Títulos
AEK Atenas
- Superliga Grega: 2017–18